# Municipio de Alingsås
Municipio de Alingsås (Alingsås kommun) es un municipio en la provincia de Västra Götaland en Suecia occidental. También es una parte de la provincia antigua de Älvsborg.
El municipio presente estuvo formado en 1974 entonces la Ciudad de Alingsås anterior (él un municipio de tipo unitario desde la reforma de subdivisión de 1971) estuvo amalgamado con Bjärke y Hemsjö.

## Ubicación, población
Alingsås es un parte (junto con 12 otros municipios) del área metropolitana de Gotemburgo con 900.000 habitantes. El municipio de Alingsås tiene más de 40.000 habitantes. La mayoría vive en la ciudad de Alingsås (aproximadamente 25.000).

## Ciudades hermanas
Alingsås tiene siete ciudades hermanas:
- Leisi, Estonia
- Karis, Finlandia
- Kartong, Gambia
- Mont-de-Marsan, Francia
- Ocatal, Nicaragua
- Skedsmo, Noruega
- Tårnby, Dinamarca